# シンシナティ (原子力潜水艦)
| USS Cincinnati SSN-693 |                                    |
| 艦歴                   |                                    |
| 発注                   | 1971年2月4日                       |
| 起工                   | 1974年4月6日                       |
| 進水                   | 1977年2月19日                      |
| 就役                   | 1978年6月10日                      |
| その後                 | 原子力艦再利用プログラム           |
| 除籍                   | 1996年7月29日                      |
| 性能諸元               |                                    |
| 排水量                 | 満載：6,151 トン、基準：5,767 トン |
| 全長                   | 110.3 m (362 ft)                   |
| 全幅                   | 10 m (33 ft)                       |
| 喫水                   | 9.4 m (31 ft)                      |
| 機関                   | S6G reactor 1基                    |
| 乗員                   | 士官12名、兵員98名                 |
| モットー:              |                                    |

シンシナティ(USS Cincinnati, SSN-693)は、アメリカ海軍のロサンゼルス級原子力潜水艦の6番艦。艦名はオハイオ州シンシナティに因んで命名された。その名を持つ艦としてはオマハ級軽巡洋艦3番艦(CL-6)以来4隻目。

## 艦歴
シンシナティは1974年4月6日にバージニア州ニューポート・ニューズのニューポート・ニューズ造船所で起工。1977年2月19日にウィリアム・キーティング夫人によって命名、進水し、1978年6月10日にギルバート・V・ウィルクス艦長の指揮下就役する。
1979年8月、フロリダ沖70マイルの海域でフィンランド船籍の貨物船フィンビーヴァーから転落した水夫を事故発生22時間後に救助。
1980年11月、地中海でのパトロール巡航後にリチャード・M・ニクソン前大統領とハイマン・G・リッコーヴァー提督が「親善巡航」のためにシンシナティを訪れた。
1996年7月29日に退役、除籍された。ワシントン州ブレマートンで原子力艦再利用プログラムに基づき解体される予定。シンシナティを博物館で保存しようとする動きがあったが、その試みは実らなかった。